# 이순신체육관
이순신빙상장실내체육관(李舜臣氷上場室內體育館)은 충청남도 아산시 풍기동에 있는 실내 체육관이다. 과거에는 V-리그의 아산 우리카드 한새 (2013년 ~ 2015년)홈 경기장으로 사용했고, 현재는 WKBL 아산 우리은행 우리WON 홈 경기장으로 사용하고 있다.

## 같이 보기
- 이순신종합운동장